# 広島法務局
広島法務局（ひろしまほうむきょく）は、広島市にある法務省の地方支分部局で、広島県を管轄している。なお、局長は管内の地方法務局を指揮監督する。また、直接の登記事務の管轄（本局としての管轄）として、不動産登記は広島市（中区、東区、南区、西区）、安佐南区、安芸郡（海田町、府中町、坂町、熊野町）を管轄している。

## 管内支局・出張所
- 本局：広島市中区上八丁堀6-30
  - 可部出張所：広島市安佐北区可部南4丁目10-20
  - 安芸法務局証明サービスセンター（安芸区役所内）
  - 安佐南法務局証明サービスセンター（安佐南区役所内）
- 廿日市支局：廿日市市新宮1-15-40
- 東広島支局：東広島市西条朝日町9-11
  - 竹原法務局証明サービスセンター（竹原市役所内）
- 呉支局：呉市幸町6-12
- 尾道支局：尾道市古浜町27-13（尾道地方合同庁舎）
  - 三原法務局証明サービスセンター（三原市役所内）
- 福山支局：福山市三吉町1丁目7-2（福山法務合同庁舎）
- 三次支局：三次市三次町1074
- かつてあった支局・出張所
  - 祇園出張所
  - 甲山出張所
  - 府中出張所
  - 庄原支局
  - 竹原支局
  - 三原出張所
  - 海田出張所

## 管内地方法務局

### 山口地方法務局
山口地方法務局（やまぐちちほうほうむきょく）は、山口市にある法務省の地方支分部局で、山口県を管轄している。また、直接の登記事務の管轄（本局としての管轄）として、山口市、防府市を管轄している。

#### 管内支局・出張所
- 本局：山口市中河原町6-16（山口地方合同庁舎2号館）
  - 防府法務局証明サービスセンター（防府市役所内）
- 周南支局：周南市周陽2丁目8-33
- 萩支局：萩市平安古町599-3（萩地方合同庁舎）
- 岩国支局：岩国市錦見1丁目16-35
  - 柳井出張所：柳井市東土手5-1
- 下関支局：下関市竹崎町4丁目6-1（下関地方合同庁舎）
- 宇部支局：宇部市新町10-33（宇部地方合同庁舎）
- かつてあった支局・出張所
  - 防府支局

### 岡山地方法務局
岡山地方法務局（おかやまちほうほうむきょく）は、岡山市にある法務省の地方支分部局で、岡山県を管轄している。また、直接の登記事務の管轄（本局としての管轄）として、不動産登記は岡山市北区（石関町、出石町一・二丁目、内山下一・二丁目、表町一 - 三丁目、学南町一 - 三丁目、金山寺、祇園、北方一 - 四丁目、京橋町、高野尻、後楽園、国体町、下牧、宿、宿本町、玉柏、田町一・二丁目、中央町、津島東一 - 四丁目、天神町、磨屋町、中井、中井町一・二丁目、中山下一・二丁目、中原、中牧、野田屋町一・二丁目、畑鮎、原、蕃山町、半田町、番町一・二丁目、広瀬町、兵団、平和町、法界院、丸の内一・二丁目、南方一 - 五丁目、三野一 - 三丁目、三野本町、牟佐、大和町一・二丁目、弓之町、理大町、旧建部町域、旧御津町域）、中区、東区（旧瀬戸町域）、赤磐市、加賀郡吉備中央町（旧加茂川町域）を管轄している。

#### 管内支局・出張所
- 本局：岡山市北区南方一丁目3番58号
  - 岡山西出張所：岡山市北区西古松2丁目6-18（西古松合同庁舎）
- 備前支局：備前市東片上382
- 倉敷支局：倉敷市幸町3-46（倉敷法務合同庁舎）
- 笠岡支局：笠岡市十一番町3-2
- 高梁支局：高梁市落合町近似500-20
  - 新見法務局証明サービスセンター（新見市役所内）
- 津山支局：津山市田町64
  - 真庭法務局証明サービスセンター（真庭市役所内）
  - 美作法務局証明サービスセンター（美作市役所内）
- かつてあった支局・出張所
  - 総社出張所：2004年10月12日に倉敷支局および岡山西出張所へ分割統合
  - 美作支局：2007年9月18日に津山支局へ統合
  - 新見支局：2009年1月13日に高梁支局へ統合
  - 真庭支局：2011年10月11日に津山支局へ統合

### 鳥取地方法務局
鳥取地方法務局（とっとりちほうほうむきょく）は、鳥取市にある法務省の地方支分部局で、鳥取県を管轄している。また、直接の登記事務の管轄（本局としての管轄）として、鳥取市、岩美郡（岩美町）、八頭郡（八頭町、若桜町、智頭町）を管轄している。

#### 管内支局・出張所
- 本局：鳥取市東町2丁目302番地（鳥取第2地方合同庁舎）
- 倉吉支局：倉吉市駄経寺町2丁目15（倉吉地方合同庁舎）
- 米子支局：米子市旗ヶ崎2丁目10番12号

### 松江地方法務局
松江地方法務局（まつえちほうほうむきょく）は、松江市にある法務省の地方支分部局で、島根県を管轄している。また、直接の登記事務の管轄（本局としての管轄）として、松江市、安来市を管轄している。

#### 管内支局・出張所
- 本局：松江市母衣町50番地（松江法務総合庁舎）
- 出雲支局：出雲市塩冶善行町13番地3（出雲合同庁舎）
  - 雲南法務局証明サービスセンター（県雲南合同庁舎内）
- 浜田支局：浜田市田町116-1（浜田法務合同庁舎）
- 益田支局：益田市あけぼの東町4-6（益田地方合同庁舎）
- 西郷支局：隠岐郡隠岐の島町城北町55（隠岐の島地方合同庁舎）
- かつてあった支局・出張所
  - 安来出張所
  - 大田出張所
  - 島前出張所
  - 川本支局：2010年3月23日に浜田支局へ統合
  - 雲南支局：2011年10月11日に出雲支局へ統合